# Unam sanctam
Unam sanctam es una bula promulgada por el papa Bonifacio VIII el 18 de noviembre de 1302, que los historiadores consideran una de las declaraciones de supremacía espiritual más fuerte jamás hecha por el papado. El documento original se ha perdido, pero puede hallarse una versión del texto en los registros de Bonifacio VIII en los Archivos vaticanos.

## Contexto histórico
La publicación de la Unam sanctam es el resultado de un largo conflicto entre el papa Bonifacio VIII y el rey Felipe IV de Francia, causado principalmente por la fuerte defensa que hacía el pontífice de la supremacía del poder espiritual sobre el temporal, en un tiempo donde la identidad nacional de los reinos europeos se hacía cada vez más fuerte.

### El creciente poder de las monarquías de Francia e Inglaterra
La furiosa reacción de Felipe IV no puede entenderse fuera del contexto del conflicto iniciado a partir del creciente poder de las Monarquías en Francia e Inglaterra, que había llegado a la vía de los hechos con los intentos de imponer tributo al clero para sostener la guerra, no muy diferente a las cruzadas autorizadas durante el siglo XIII –por ejemplo contra el conde de Barcelona y rey de Aragón– salvo que las guerras actuales no habían sido autorizadas por el papa y los impuestos pretendían ser cargados también sobre el clero. Conocido por su muy impulsiva interferencia en los asuntos internacionales, la reacción de Bonifacio fue la potente bula Clericis laicos de 1296, donde el papa prohibió, bajo pena de excomunión, que el clero pagase sin el permiso de la Santa Sede tributos a los soberanos.

### La lucha entre Felipe y Bonifacio

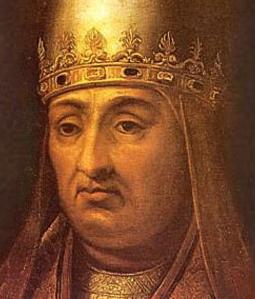
Papa Bonifacio VIII autor de la Unam Sanctam

Como respuesta a la Clericis laicos, en Inglaterra Eduardo I retiró la protección del derecho anglosajón sobre el clero, pero fue en Francia donde la situación llegó a sus máximas consecuencia. Los ministros de Felipe reaccionaron con sus propios típicos métodos: expulsaron a todos los banqueros no franceses de Francia, y prohibieron la exportación de oro sin excepción. El flujo de dinero francés a la curia romana se secó completamente. Los ministros reales y sus aliados hicieron circular cartas estableciendo la soberanía del rey sobre su reino y el deber de la iglesia en ayudar a la defensa de la patria. 
En septiembre de 1296 Bonifacio envió una indignada protesta a Felipe titulada Ineffabilis amor, declarando que estaba dispuesto a morir antes de resignar cualquier justa prerrogativa de la Iglesia, pero al mismo tiempo explicaba en términos conciliadores que su reciente bula se entendía aplicable a algunos de los acostumbrados impuestos feudales correspondientes al rey por las tierras de la iglesia. Al parecer la disputa había quedado zanjada.
La controversia se reemprende en el verano de 1301 cuando el rey ordena la detención del obispo Bernard Saisset bajo la acusación de traición, porque se había negado a pagar los tributos que la Corona exigía para sostener la guerra. Dicha acción, constituyó una clara violación de los privilegios eclesiásticos, ya que únicamente el Papa podía juzgar a un obispo. El objetivo último del arresto tenía mucho calado pues pretendía arrancar a Bonifacio VIII el reconocimiento de la jurisdicción suprema del rey sobre todos sus súbditos, incluidos los miembros de la alta jerarquía eclesiástica, es decir, un reconocimiento de la superioridad absoluta del rey sobre el Papa en el interior de su reino.
El 24 de octubre de 1301 en Senlis, ante Felipe y su consejo, se presentaron los cargos contra el obispo, cuya gravedad, según el rey, justificaban su intervención. Unos días más tarde el consejero real y célebre legista Guillermo de Nogaret enviaba una carta a Bonifacio VIII para justificar la actuación del rey y en ella ampliaba la acusación de traidor a la de hereje, por lo que el rebelde contra el rey se convertía también en rebelde contra Dios.
El obispo fue puesto bajo la custodia del arzobispo de Narbona, su metropolitano. Antes de poder juzgarlo en las cortes, el ministro real necesitaba que el Papa lo removiera de su sede y le quitara sus fueros canónicos. Felipe intentó obtener el desafuero por parte del papa, pero Bonifacio, en la bula Ausculta fili (Escucha hijo), hecha pública el 5 de diciembre de 1301, reprueba al rey francés por no haber tomado en cuenta otra bula, la Clericis laicos sobre los impuestos a los clérigos, y por no obedecer al obispo de Roma. En Francia, la bula fue quemada; por disposición real se extrajeron algunos textos falseando su sentido: luego fueron difundidos bajo forma de una bula llamada Deum time. Así se suscitó una reacción de apoyo al rey y de rechazo al Papa que aparecía como quien intentaba –en términos nada conciliatorios– someter al rey en asuntos temporales:

No deje que nadie lo convenza sobre que tiene Ud. superioridad o está libre de sujeción a la cabeza de la jerarquía eclesiástica, ya que sólo un tonto podría pensar así.
Bonifacio VIII, Ausculta fili

Al mismo tiempo, Bonifacio emitió una bula más general, Salvator mundi, que reiteraba fuertemente los conceptos básicos de Clericis laicos. Además, a fin del año 1301, Bonifacio, con su acostumbrada falta de tacto criticó a Felipe por su comportamiento personal y la inescrupulosidad de sus ministros (crítica con la que muchos historiadores contemporáneos coincidirían), llamando a un concilio de obispos franceses para noviembre de 1302 en Roma , que tendría el objetivo de reformar varios asuntos en relación con la iglesia de Francia y también para juzgar al rey. Felipe prohibió asistir a Saisset y a cualquier otro obispo, y respondió al papa organizando una contraasamblea en París, en abril de 1302. Nobles, burgueses y clero asistieron para denunciar al papa y criticar un documento falsamente atribuido a Bonifacio titulado Deum time (Temor de Dios), donde supuestamente este se autotitulaba señor de toda Francia. El clero francés protestó educadamente contra las «inauditas declaraciones»: Bonifacio negó su autoría pero recordó que los papas habían depuesto a tres reyes de Francia.
Esta fue la atmósfera en que se promulgó la bula Unam sanctam unas semanas después.

## Contenido
Esta bula es un documento clásico de la teocracia papal que se venía desarrollando especialmente desde tiempos de Gregorio VII y de Inocencio III. Apoyándose en la interpretación medieval de varias figuras bíblicas (la esposa del Cantar de los Cantares, la túnica de Cristo, el "hombre espiritual" del que habla san Pablo en I Cor. 2,15, etc.) Bonifacio VIII afirmaba la absoluta supremacía del poder espiritual sobre el poder temporal.
El documento se puede dividir en dos partes principales, la primera que trata sobre la unidad de la Iglesia y la segunda sobre la potestad espiritual de la misma.

### Sobre la unidad de la Iglesia
La bula inicia afirmando solemnemente que «fuera de la Iglesia no hay salvación ni remisión de pecados. Ella representa el Cuerpo místico de Cristo, un cuerpo cuya cabeza es Cristo ... y, en el tiempo, su vicario Pedro y por consiguiente el sucesor de Pedro» Lo que constituye una forma extrema del concepto conocido como «plenitudo potestatis» o plenitud del poder, que declara que aquellos que resistan al pontífice romano están resistiendo el ordenamiento divino.
La bula también declaraba que la Iglesia debía permanecer unida y que el papa era su única y absoluta cabeza: «Por tanto, de la unidad y unicidad de la Iglesia, solo hay una cabeza y un cuerpo, no dos cabezas como en un monstruo».La bula continuaba diciendo: «Estamos informados por los textos de los Evangelios que en esta Iglesia y en su poder hay dos espadas: el poder temporal y el espiritual». Las espadas son una referencia tradicional a las empuñadas por los apóstoles en el arresto de Cristo, que se dice fueron enterradas junto al apóstol Pedro.

### Sobre la potestad espiritual de la Iglesia
Los teólogos medievales creían en la teoría de las dos espadas, pero lo que cambiaba era la interpretación de la misma. Mientras que para algunos, como el teólogo Juan de París, ambas espadas eran independientes la una de la otra, como los brazos de Dios; otros, entre ellos Egidio Romano defendían que una tenía que estar subordinada a la otra. Esto evolucionó luego en una jerarquía de liderazgo, lo espiritual juzga  lo secular, «considerando su grandeza y carácter sublime» mientras que el bajo poder espiritual es juzgado por el alto poder espiritual,etc.
El poder temporal, por tanto, debe subordinarse al poder espiritual, no solo en temas concernientes a la doctrina o moralidad: «Con la verdad como testigo, corresponde al poder espiritual establecer el poder terrenal, y juzgarlo si no ha sido bueno. A la Iglesia y al poder de la Iglesia debe ser atribuida la profecía de Jeremías: "Yo te he constituido sobre todas las naciones y reinos"».
La bula concluye estableciendo: «Además, declaramos, proclamamos y definimos que es absolutamente necesario para la salvación que toda criatura humana esté sujeta al romano pontífice». Bonifacio declara oficialmente la teoría que venían desarrollando los papas desde la época de Gregorio VII.
De acuerdo con la Enciclopedia Católica en el Registrum, sobre el margen del texto la última sentencia se lee: «Declaratio quod subesse Romano Pontifici est omni humanae creaturae de necessitate salutis», por lo que la frase, como en muchas escrituras canónicas, puede haber sido trasladada de la glosa al texto principal, donde fue aceptada como parte integrante de la bula. Algunos piensan que esta es la única definición dogmática del documento, porque el resto se basa «en declaraciones papales del siglo XIII».

### Autores que se citan o se reflejan en el texto de la bula
Mucho de lo expresado en la Unam Sanctam puede verse en los escritos de Bernardo de Claraval, Hugo de San Víctor y Tomás de Aquino. La bula contiene también escritos de las cartas del papa Inocencio III, que reafirman el poder espiritual y la idea de plenitudo potestatis en relación con el papado. Una voz fuertemente representada en la bula es la de Egidio Romano, que algunos piensan puede haber sido el verdadero autor de la bula.
En su escrito «Sobre el poder eclesiástico», Egidio proclama la supremacía del romano pontífice sobre el mundo material. Su línea de argumentación establece que dado que el cuerpo es gobernado por el alma, y el alma es gobernada por las reglas espirituales, el pontífice de Roma es entonces el gobernante de alma y cuerpo. 

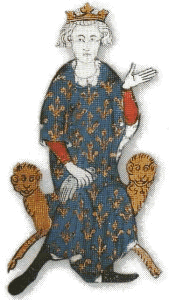
Felipe IV de Francia fue acérrimo enemigo de Bonifacio VIII. Los efectos de la Unam Sanctam
acrecentaron la enemistad.

## Consecuencias de laUnam sanctam
La reputación de Bonifacio en tratar siempre de incrementar el poder papal hizo difícil la aceptación de una declaración tan extrema. Su aseveración sobre el poder temporal fue vista como vacía y desubicada, y se dijo que el documento no fue tomado como obligatorio porque el cuerpo de la fe no lo aceptaba.

### Acusaciones contra Bonifacio VIII
En respuesta a la bula, Felipe hizo que el dominico Jean Quidort emitiera una refutación. El papa reaccionó pensando en redactar una bula de excomunión al rey. Felipe llamó entonces a una asamblea donde se hicieron 29 acusaciones contra el papa, incluyendo infidelidad, herejía, simonía, gran e innatural inmoralidad, idolatría, magia, pérdida de Tierra Santa, y asesinato de Celestino V. Cinco arzobispos y veintinueve obispos apoyaron al rey. Bonifacio VIII solo podía responder denunciando los cargos.

### El ultraje de Anagni
El 7 de setiembre de 1303 el asesor del rey, Guillaume de Nogaret encabezó una partida de mercenarios a caballo y a pie, entre estos se encontraba Sciarra Colonna (perteneciente a una de las familias romanas enemigas de Bonifacio VIII) que junto a soldados locales atacaron los palacios del papa y su sobrino en la residencia de Anagni, hecho que pasó a la historia como el ultraje de Anagni. Los empleados del papa y su sobrino Francisco huyeron prontamente: solo el cardenal español Pedro Rodríguez permaneció a su lado.
El palacio fue arrasado y Bonifacio casi asesinado, aunque Nogaret había prevenido a sus tropas acerca de respetar la vida del papa. Se lo tomó prisionero y se lo mantuvo en una celda sin agua ni comida durante tres días. Finalmente los pobladores lograron expulsar a los invasores, y Bonifacio perdonó a aquellos capturados, retornando a Roma el 13 de setiembre de 1303.  
A pesar de su estoicismo, Bonifacio quedó claramente golpeado por el incidente. Desarrolló una violenta fiebre y murió el 11 de octubre de 1303. En su libro A Distant Mirror: The Calamitous Fourteenth Century Barbara Tuchman asegura que sus colaboradores más cercanos aseveraron luego que el papa murió de un «profundo disgusto». 
El sucesor de Bonifacio VIII, Benedicto XI duró solo nueve meses antes de morir en el exilio. El cónclave para elegir sucesor cayó en punto muerto por once meses, antes de elegir papa a Clemente V, quien en un esfuerzo por congraciarse con el rey de Francia mudó el papado a Aviñón. Desde ese momento hasta 1378 el papado quedó bajo la órbita e influencia directa de la monarquía francesa. Se dice que Felipe mantuvo su venganza contra el papado de Roma hasta su muerte.
No solo el rey y el clero de Francia desaprobaron la bula de Bonifacio. Hubo varios textos circulando por Europa atacando la bula y la proclamación del poder del papado sobre lo temporal. Uno de los más notables escritores opuestos a Bonifacio y sus creencias fue el poeta florentino Dante Alighieri, quien expresó su inclinación por la reposición de un Sacro Emperador Romano. Su tratado  Monarchia intentó refutar las pretensiones del papado sobre la primacía de la espada espiritual sobre la temporal.
Dante señaló que el Papa y el emperador eran humanos, y ningún par tenía poder sobre otro par. Solo un poder superior podría juzgar la «igualdad de las espadas», ya que cada una fue entregada por el poder de Dios para gobernar sus dominios respectivos.